# Siesta Mexikana
Siesta Mexikana (Originaltitel: Mexicali Shmoes) ist ein US-amerikanischer Zeichentrick-Kurzfilm von Friz Freleng aus dem Jahr 1959.

## Handlung
Die Katzen Jose und Manuel liegen faul auf einer Mauer und singen ein mexikanisches Lied zur Gitarre, als Speedy Gonzales erscheint und fragt, ob keiner von ihnen Appetit auf eine Maus habe. Während Manuel sich auf Speedy stürzt und die Maus davoneilt, bleibt Jose teilnahmslos. Er erklärt Manuel, dass man Speedy als schnellste Maus von Mexiko nie durch Schnelligkeit, sondern nur durch intelligentes Vorgehen fangen könne.
Beide versuchen nun mehrfach, Speedy Gonzales zu fangen, sei es durch Tänze vor seinem Mauseloch, durch Dynamit oder durch Minen. Stets sind sie am Ende diejenigen, die ihren Tricks zum Opfer fallen. Sie planen daher, die Jagd auf Speedy Gonzales aufzugeben und stattdessen die langsamste Maus von Mexiko, Speedys Cousin Slowpoke Rodriguez, zu fangen. Manuel versucht vergeblich, Jose zu warnen, der die Maus fängt: Da sie einen Revolver besitzt, auf Jose schießt und anschließend wieder langsam in ihr Mauseloch verschwindet, ist auch dieser Fangversuch kein Erfolg.

## Produktion
Siesta Mexikana kam am 4. Juli 1959 als Teil der Warner-Bros.-Trickfilmserie Speedy Gonzales, einer Unterreihe der Serie Looney Tunes, in die Kinos. Alle Figuren werden von Mel Blanc gesprochen.
Es war der erste von zwei Speedy-Gonzales-Film, in dem Speedys Cousin Slowpoke Rodriguez auftritt. In der deutschen Fassung bekam er den Namen Trödel-Fritz.

## Auszeichnungen
Siesta Mexikana wurde 1960 für einen Oscar in der Kategorie „Bester animierter Kurzfilm“ nominiert, konnte sich jedoch nicht gegen Moonbird durchsetzen.